# Coleophora hieronella
Coleophora hieronella là một loài bướm đêm thuộc họ Coleophoridae. Nó được tìm thấy ở miền nam châu Âu và Bắc Phi.
Chiều dài cánh trước là 6-6.5 mm đối với con đực and 5.5–6 mm đối với con cái.
Ấu trùng ăn Trifolium angustifolium.